# 「山崎まさよし スキマスイッチ 秦 基博 A Night With Strings 〜Featuring 服部隆之〜」 at 日本武道館
2012年12月26日発売。発売元はアリオラジャパン。

## 解説
- オフィスオーガスタ設立20周年を記念して2012年2月25日に日本武道館で行われた「山崎まさよし スキマスイッチ 秦 基博 A Night With Strings 〜Featuring 服部隆之〜」の模様を収めたライブDVD、ライブBlu-ray。

## 参加アーティスト
- 山崎まさよし
- スキマスイッチ
  - 大橋卓弥
  - 常田真太郎
- 秦基博
- 服部隆之

## 収録内容
- オープニング

1. Overture
  - 服部の代表作に加え山崎の「僕はここにいる」、スキマスイッチの「奏（かなで）」、秦の「キミ、メグル、ボク」を織り交ぜたメドレー作品。

- スキマスイッチ

1. 藍
2. view
3. さいごのひ
4. CRAZY LOVE
  - カバー曲
5. SL9
6. 全力少年

- 秦基博

1. アイ
2. 水無月
3. 鱗
4. OVER THE RAINBOW
  - カバー曲
5. エンドロール
6. メトロ・フィルム

- 山崎まさよし

1. 僕と君の最小公倍数
2. 水のない水槽
3. 月明かりに照らされて
4. GEORGIA ON MY MIND
  - カバー曲
5. I’m sorry
6. 花火

- アンコール

1. セロリ

## 初回特典内容
三方背ケース付 + フォト・ブックレット封入。